# 皇牌空战5 未被歌颂的战争
《皇牌空战5 未被歌颂的战争》是一款由南梦宫公司制作和发行的飞行模拟游戏。本游戏为皇牌空战系列第5作。本游戏于2004年10月21日在索尼PlayStation 2发行。
游戏的玩法分为三个模式：战役模式、街机模式和可选的教程。
总体来说，游戏收到正面评价。

## 故事概要
在貝爾卡戰爭結束後，世界進入了歐西亞（Osea）和尤德巴尼亞（Yutobania）兩個大國之間的冷戰時代。該戰爭結束的十五年後的某一天，在歐西亞國防空軍的東邊太平洋的島嶼Sand Island基地的領空，突然受到一群國籍不明的戰鬥機的侵犯，駐守該島的戰犬中隊不顧停火命令對該群戰機發動攻擊，結果中隊隊長Barlett被擊墜並失蹤，全隊受到禁閉處分，不過他們很快被釋放出來，因爲尤德巴尼亞對歐西亞宣戰了，而且宣戰後同時發動攻擊，因此“環太平洋戰爭”爆發了。玩家在游戲裏飾演歐西亞國防空軍戰犬中隊（Wardog Squadron）的隊員Blaze，此外還成爲了該中隊的隊長。
戰爭初期歐西亞軍因為尤德巴尼亞軍擁有著兩艘戰略核潛艇Hrimfaxi和Scinfaxi將除了Krestel號航空母艦以外的航母艦隊全部殲滅而陷入劣勢，之後在戰犬中隊的活躍之下，成功保護搭載鐳射炮的軌道飛行器“巨鳥”（Ark Bird）發射上地球軌道，它將Hrimfaxi擊沉令戰局得以扭轉，然後戰犬中隊也成功擊沉Scinfaxi號潛艇，令歐西亞軍得以反攻至尤德巴尼亞本土，戰犬中隊也被敵方冠上了童話中為大地帶來死亡的惡魔-“Razgriz的惡魔”的惡名。但是，在戰事當中，突然出現了一支叫“第8492假想敵中隊”的神秘部隊介入，他們在電子干擾之下對民間設施發動攻擊，令戰犬中隊被蒙上犯下戰爭罪行的冤屈，後來戰犬中隊在對方的極端分子進行復仇時協助警方制服犯人而洗脫罪名。
不幸的是，在歐西亞副總統舉行戰爭演説時，會場被一群不明來歷的敵人襲擊，結果隊員Chopper機身被重創而墜機犧牲了。戰犬中隊回去基地後突然被基地指揮官指控他們是敵人的間諜，不過他們得到了基地的維修技師“老爹”（Pops）Beagle的協助下駕駛教練機逃脫，並假裝被擊落死亡然後投靠Krestel號航母。
Beagle表明自己的身份，其實他是前貝爾卡戰爭時期的貝爾卡空軍機師，大戰時因為他反對他的祖國使用核彈炸自己的國土而叛逃到歐西亞，而且知道了貝爾卡會為了向歐西亞和尤德巴尼亞兩國報戰敗之仇，組成了“灰人”（Grey Men）組織潛伏於兩國的軍政兩界，挑撥兩國關係引發戰爭，從而令兩國衰落並伺機復國。Krestel號航母因為缺乏航空戰力而被投閑置散期間，搜集著來自各方的情報調查此陰謀。主角們拯救本來出訪尤德巴尼亞進行和談但被軟禁的歐西亞總統Harling，然後前戰犬中隊在總統Harling的提議之下，加上Krestel號航母僅剩下的戰鬥機機師Marcus Snow一起組成了特別行動飛行中隊“Razgriz”，介入戰事阻止“灰人”將戰爭激烈化。Razgriz經過一項偵察任務中知道了所謂的“第8492假想敵中隊”其實是貝爾卡空軍的假想敵中隊“Grabacr”，他們假扮歐西亞空軍的部隊來激化戰局，甚至尤德巴尼亞那邊也有他們的同夥“Ofnir”中隊在煽風點火。本來為歐西亞軍扳回劣勢的超級兵器“巨鳥”也被揭發其實是由貝爾卡人所操縱的，Razgriz中隊在它墜落到地球大氣層後將之擊毀。後來他們在保護一群拆解核彈的尤德巴尼亞地下抵抗勢力的任務中，發現戰犬中隊的前隊長Barlett其實沒有死，他在暗地裏調查這場戰爭爆發背後的幕後黑手和拯救尤德巴尼亞的總理Nikanor。在Razgriz中隊的努力之下，令兩國元首成功在歐西亞首都Oured會面握手言和。然後“灰人”組織終於露出了真面目，就是被歐西亞收購了的前貝爾卡軍工業集團“Gründer工業”，他們準備使用衛星軌道炮SOLG來對兩國進行核打擊。
Razgriz在航母Krestel被敵方潛艇重創沉沒期間緊急出擊，兩國的軍隊與Razgriz中隊會合并肩作戰，鎮壓Gründer工業的設施，讓Razgriz飛進設施内部破壞了SOLG的操作系統，但是敵人仍然不放棄，企圖將SOLG砸向歐西亞首都Oured。這是Razgriz中隊最後一次的出擊，他們成功擊敗阻止他們的Grabacr和Ofnir中隊與將SOLG擊毀。環太平洋戰爭正式結束，而Razgriz中隊如童話故事一樣，由惡魔變成了英雄。